# 戀戀祝福
《戀戀祝福》（英語：My Kind of Christmas）是美國歌手克莉絲汀·阿奎萊拉是第三張錄音室專輯兼首張聖誕專輯，於2000年10月24日由RCA唱片發行。專輯於1999年底至2000年中進行錄音，當時正值克莉絲汀為《克莉絲汀·阿奎萊拉》與《拉丁情懷》兩張專輯進行演唱會宣傳期間。《戀戀祝福》收錄數首聖誕經典歌曲的翻唱版本，包括《Have Yourself a Merry Little Christmas》以及《Angels We Have Heard on High》，並包括流行舞曲風格的原創作品。專輯的製作人包括羅恩·菲爾、黑客帝國三人組、羅比·布坎南、貝瑞·哈里斯跟克里斯·考克斯。
《戀戀祝福》於發行前後獲主流樂評家的好壞參半甚至負面的評價，包括批評專輯的音樂風格以及克莉絲汀的演唱風格。專輯發行後最高登上美國《告示牌》二百強專輯榜第28位，並獲美國唱片業協會認證為白金唱片，至今已於當地售出超過101萬張。為了宣傳專輯，克莉絲汀亮相《早间秀》與《大衛牙擦騷》等多場電視節目，並在美国广播公司進行特別演唱會。演唱會映像其後收錄於2001年6月發行的DVD《精靈演唱會》中。

## 背景與構成
阿奎萊拉出道後的兩張錄音室專輯《克莉絲汀·阿奎萊拉》與《拉丁情懷》皆獲得商業成功，並獲美國唱片業協會認證為多白金唱片。《戀戀祝福》於1999年底至2000年中進行錄音當時正值阿奎萊拉為前兩張專輯進行演唱會宣傳期間。原本阿奎萊拉的偶像伊特·珍預定作為客席歌手與阿奎萊拉合唱《Merry Christmas, Baby》，但其後計劃告吹並改由約翰博士代替。《戀戀祝福》是一張聖誕與流行舞曲專輯，當中收錄多首聖誕經典歌曲的翻唱版本，並收錄《Christmas Time》、《This Year》以及《Xtina's Xmas》三首新作。《Have Yourself a Merry Little Christmas》與《Merry Christmas, Baby》是「深情的」谣曲，並由70人組成的交響樂團演奏伴奏。《Christmas Time》以及翻唱自席琳·狄翁的《These Are the Special Times》為「痛苦的」歌曲。《Christmas Time》與《This Year》為受嘻哈風格影響的流行曲。《The Christmas Song (Holiday Remix)》被重製成為舞曲風格，並帶有「踢腳舞節拍」。於1999年底作為單曲發行的《The Christmas Song (Chestnuts Roasting on an Open Fire)》亦獲收錄專輯當中。

## 宣傳
緊隨著阿奎萊拉前兩張錄音室專輯《克莉絲汀·阿奎萊拉》與《拉丁情懷》，RCA唱片於2000年10月24日發行《戀戀祝福》，作為阿奎萊拉的第三張錄音室專輯。專輯以CD與卡式录音带兩種形式發行。作為專輯的宣傳，阿奎萊拉登上了多場電視演出，包括《蘿西·歐唐納秀》、《早间秀》以及《大衛牙擦騷》。2000年12月10日，阿奎萊拉於密尔沃基的富蘭克林高中演唱了《The Christmas Song》、《瓶中精靈》與《少女情懷》，在場有1,300名學生觀眾。她亦在同月於美国广播公司的特別演唱會上演唱了前三張錄音室專輯的歌曲，包括《戀戀祝福》的《Have Yourself A Little Merry Christmas》，並與布萊恩·麥肯奈特合唱。演唱會映像其後收錄於2001年6月發行的DVD《精靈演唱會》中。

## 反響
| 評論得分           | 評論得分 |
| 來源               | 評分     |
| ------------------ | -------- |
| 《AllMusic》       | 3/5颗星  |
| 《娱乐周刊》       | C        |
| 《滾石》           | 負面     |
| 《亞特蘭大憲法報》 | 好壞參半 |

專輯發行前後獲得主流樂評家好壞參半以至負面評價，當中包括批評阿奎萊拉的聲樂。《AllMusic》的編輯史蒂芬·托馬斯·艾爾維恩指「沒有一首吸引的新歌」，但認為「專輯可能讓她不會淪為一片歌手」。《娱乐周刊》的克里斯·威爾曼認為「阿奎萊拉過分演唱得離譜，甚至讓同間隔間裡的人都呼吸不了」 。《滾石》的賈恩·烏赫爾斯基批評專輯「冷颼颼、太強逼跟過度製造」，《亞特蘭大憲法報》亦對阿奎萊拉於專輯的聲樂能力感到不滿意，給予作品好壞參半的評價。
《戀戀祝福》發行首週空降美國《告示牌》二百強專輯榜第38位，其後最高升至第28位。專輯亦成功登上《告示牌》節日專輯榜的冠軍位置。專輯其後獲美國唱片業協會認證為白金唱片，並於當地售出超過101萬張。《The Christmas Song》亦成為阿奎萊拉第五首打進《告示牌》百強單曲榜前20位的歌曲，最高登上榜單第18位。

## 歌曲列表
| 曲序     | 曲目                                                    | 词曲                                                                                      | 製作人                                                     | 时长  |
| -------- | ------------------------------------------------------- | ----------------------------------------------------------------------------------------- | ---------------------------------------------------------- | ----- |
| 1.       | Christmas Time                                          | 查卡·布萊克蒙 史蒂文·布朗 瑞伊·查姆 亞歷克斯·亞歷山德羅尼 羅恩·菲爾 （ 英语 ： Ron Fair）         | 恰克老爹 唯一倖存者 E.道克 菲爾                            | 4:02  |
| 2.       | This Year                                               | 劳伦·克里斯蒂 格雷厄姆·愛德華 斯科特·斯帕克 查理·米迪奈特 （ 英语 ： Charlie Midnight） 克莉絲汀·阿奎萊拉 | 黑客帝國三人組 （ 英语 ： The Matrix (production team)） 菲爾                          | 4:13  |
| 3.       | Have Yourself a Merry Little Christmas                  | 雷夫·布萊 （ 英语 ： Ralph Blane） 休伊·馬丁 （ 英语 ： Hugh Martin）                                           | 菲爾                                                       | 4:03  |
| 4.       | Angels We Have Heard on High                            | 傳統歌曲                                                                                  | 恰克老爹 唯一倖存者 E.道克 菲爾                            | 4:09  |
| 5.       | Merry Christmas, Baby（約翰博士客串）                   | 盧·巴克斯特 強尼·摩爾 （ 英语 ： Johnny Moore (musician)）                                                       | 菲爾                                                       | 5:43  |
| 6.       | Oh Holy Night                                           | 阿道夫·亚当                                                                               | 菲爾                                                       | 4:49  |
| 7.       | These Are the Special Times                             | 黛安·沃倫                                                                                 | 羅比·布坎南 （ 英语 ： Robbie Buchanan） 菲爾                             | 4:31  |
| 8.       | This Christmas                                          | 唐妮·海瑟薇 （ 英语 ： Donny Hathaway） 納丁·麥金諾                                                     | 菲爾                                                       | 4:02  |
| 9.       | The Christmas Song (Chestnuts Roasting on an Open Fire) | 梅爾·托美 （ 英语 ： Mel Tormé） 羅伯特·威爾斯                                                     | 菲爾                                                       | 4:25  |
| 10.      | Xtina's Xmas (Interlude)                                |                                                                                           | 「貝西」·鮑伯·布羅克曼                                     | 1:32  |
| 11.      | The Christmas Song (Holiday Remix)                      | 托美 威爾斯                                                                               | 貝瑞·哈里斯 （ 英语 ： Barry Harris (musician)） 克里斯·考克斯 （ 英语 ： Chris Cox (DJ)） 菲爾 | 4:01  |
| 总时长： | 总时长：                                                | 总时长：                                                                                  | 总时长：                                                   | 45:25 |

## 製作名單
資料來自AllMusic。
- 主聲樂、和聲 – 克莉絲汀·阿奎萊拉、E.道克、約翰博士（英语：Dr. John）、金·強森、米拉伊
- 鍵盤 – 亞歷克斯·亞歷山德羅尼、寶貝男孩、E.道克、黑客帝國三人組
- 小號 – 韋恩·伯杰龍（英语：Wayne Bergeron）、華倫·林寧
- 貝斯 – 查克·伯格霍夫
- 色士風 – 彼得·克里斯特利（英语：Pete Christlieb）、吉恩·西普里亞諾、丹·希金斯、薩爾·洛扎諾
- 鼓 – 溫尼·克勞伊塔（英语：Vinnie Colaiuta）、彼得·厄斯金
- 小提琴 – 馬里奧·代·利昂、喬爾·德灤、阿薩·德羅里、基爾斯汀·費費、亞曼·加拉貝迪安、加琳娜·戈洛文、艾格尼絲·格特舒斯基、安德烈·格拉納特（英语：Endre Granat）、莉莉·可-陳、蒂芙妮·朱、喬·基登堅、約翰娜·克雷奇、格里·郭、娜塔莉·萊格特、凱瑟琳·倫斯基、艾倫·毛特納、弗朗西斯·摩爾、卡蒂婭·波波夫、芭芭拉·波特
- 結他 – 約翰·古克斯、阿什利·英格拉
- 鋼琴 – 約翰博士（英语：Dr. John）、湯姆·拉尼爾、鮑勃·薩諾夫、比利·普雷斯頓
- 風琴 – 梅朗·麥金萊、比利·普雷斯頓
- 製作人 – 羅恩·菲爾、黑客帝國三人組
- 執行製作人 – 羅恩·菲爾
- 工程 – 布拉德·海內爾、黑客帝國三人組、邁克爾C·羅斯、唯一倖存者
- 工程協助 – 霍華德·卡普、克里斯·旺澤
- 混音（英语：Audio mixing (recorded music)） – 彼得·莫克蘭、戴夫·彭薩多、邁克爾C·羅斯
- 母帶（英语：Audio mastering） – 埃迪·施雷爾
- 協助 – 查德·布朗、鮑比·巴特勒、布萊恩·迪臣、托尼·弗洛雷斯、保羅·福格斯、大衛·格雷羅、邁克爾·胡夫、埃德·克勞特納、查爾斯·帕卡里、霍華德·里森、克里斯·舍菲德、傑森·斯塔森、布拉德利·約斯特
- 數碼剪輯 – 塔爾·赫茨貝格
- 聲樂錄製 – 邁克爾C·羅斯
- 編程 – 恰克老爹、黑客帝國三人組、唯一倖存者
- 編曲 – 羅恩·菲爾、黑客帝國三人組、唐·謝貝斯基
- 弦樂編排 – 羅恩·菲爾
- 聲樂編排 – 恰克老爹、艾瑞克·道金斯、羅恩·菲爾
- 編配 – 唐·謝貝斯基
- 藝術指導 – 布雷特·基羅
- 設計 – 維維安·吳
- 攝影 – 諾曼·讓·羅伊

## 榜成成績
| 週榜單（2000年）           | 最高 位置 |
| -------------------------- | --------- |
| 日本專輯榜（Oricon）       | 78        |
| 美國《告示牌》二百強專輯榜 | 28        |
| 美國《告示牌》節日專輯榜   | 1         |

| 週榜單（2002年）             | 最高 位置 |
| ---------------------------- | --------- |
| 南非專輯榜（南非唱片業協會） | 29        |

| 週榜單（2006年）                   | 最高 位置 |
| ---------------------------------- | --------- |
| 英國中低成本專輯榜（官方榜单公司） | 21        |

| 週榜單（2013年）       | 最高 位置 |
| ---------------------- | --------- |
| 韓國國際專輯榜（加翁） | 37        |

| 榜單（2000年）             | 位置 |
| -------------------------- | ---- |
| 美國《告示牌》二百強專輯榜 | 130  |
| 美國《告示牌》節日專輯榜   | 2    |

## 認證
| 地區                                  | 认证 | 认证单位/销量 |
| ------------------------------------- | ---- | ------------- |
| 南非（南非唱片業協會）                | 金   | 25,000^       |
| 美国（美國唱片業協會）                | 白金 | 1,015,000     |
| *僅含認證的實際銷量 ^僅含認證的出貨量 |      |               |

## 資源來源
1. 1 2 3 4 5 6 7  Erlewine, Stephen. . AllMusic. All Media Network.   [2012-09-13]. （原始内容存档于2012-09-13）.
2. 1 2 3 4  Dominguez 2003，第180頁
3. 1 2 3  . Recording Industry Association of America （英语）.
4. 1 2 3   (liner notes). Christina Aguilera. United States: RCA Records. 2000.
5. 1 2 3  Willman, Chris. . Entertainment Weekly. Time Warner. 2000-12-04  [2013-11-26]. （原始内容存档于2013-12-02）.
6. ↑  Dominguez 2003，第175頁
7. ↑  Dominguez 2003，第90頁
8. 1 2 3  Dominguez 2003，第181頁
9. 1 2  . Rolling Stone. Wenner Media. 2000-12-13  [2013-11-27]. （原始内容存档于2016-05-07）.
10. ↑  . NME. IPC Media. 2000-11-03  [2013-11-27]. （原始内容存档于2015-12-23）.
11. 1 2 3 4  . Billboard. Prometheus Global Media.   [2013-11-27]. （原始内容存档于2019-12-03）.
12. 1 2  Trust, Gary. . Billboard. Prometheus Global Media. 2014-09-01  [2014-09-01]. （原始内容存档于2014-09-07）.
13. ↑  . AllMusic.   [2020-04-01]. （原始内容存档于2015-12-22）.
14. ↑  . Oricon.   [2013-12-09]. （原始内容存档于2013-12-26）.
15. 1 2  . Music Industry News Network.   [2015-02-12]. （原始内容存档于2015-12-20）.
16. ↑  . Zobbel Archive. Official Charts Company.   [2015-02-13]. （原始内容存档于2012-08-01）.
17. ↑  . Gaon Chart.   [2014-01-06]. （原始内容存档于2017-11-19）.
18. ↑  . Billboard. Prometheus Global Media.   [2014-01-30]. （原始内容存档于2017-03-23）.
19. ↑  Grein, Paul. . Yahoo! Music（英语：Yahoo! Music）. 2013-12-27  [2014-01-27]. （原始内容存档于2013-12-29）.

## 相關書籍
- Dominguez, Pier. . Amber Communications Group, Inc. 2003. ISBN 978-0-9702224-5-9.

## 外部連結
- 《戀戀祝福》 （页面存档备份，存于）於Discogs（發行列表）